# Ладохина, Светлана Валерьевна
Светлана Валерьевна Ладохина (род. 21 февраля 1979) — российская легкоатлетка, специалистка по многоборьям. Выступала на профессиональном уровне в 2000-х годах, чемпионка России в семиборье и пятиборье, победительница Кубка Европы в командном зачёте, участница чемпионата мира в помещении в Москве. Представляла Кемеровскую область. Мастер спорта России международного класса.

## Биография
Светлана Ладохина родилась 21 февраля 1979 года. Занималась лёгкой атлетикой в городе Новокузнецке Кемеровской области, проходила подготовку под руководством тренера Сергея Николаевича Хайлова. Выступала за российское физкультурно-спортивное общество «Локомотив». Окончила Сибирский государственный индустриальный университет.
Участвовала в соревнованиях всероссийского уровня с конца 1990-х годов, в 2000 году стала чемпионкой России среди молодёжи.
Впервые заявила о себе на международном уровне в сезоне 2003 года, когда вошла в состав российской сборной и выступила на Кубке Европы по легкоатлетическим многоборьям в Брессаноне, где стала шестой в личном зачёте и помогла своим соотечественницам выиграть женский командный зачёт. Будучи студенткой, представляла страну на Всемирной Универсиаде в Тэгу — в программе семиборья с результатом в 5601 очко закрыла десятку сильнейших.
В 2005 году одержала победу на зимнем чемпионате России по многоборьям в Краснодаре, тогда как на домашних соревнованиях в Кемерово установила личный рекорд в пятиборье — 4613 очков.
Благодаря череде удачных выступлений в 2006 году удостоилась права защищать честь страны на чемпионате мира в помещении в Москве — набрала в пятиборье 4374 очка, расположившись в итоговом протоколе соревнований на шестой строке. Летом стала пятой на чемпионате России в Туле, установив личный рекорд в семиборье — 6056 очков.
В 2007 году взяла бронзу на зимнем чемпионате России в Краснодаре. На Кубке Европы в Щецине стала 11-й и 2-й в личном и командном зачётах соответственно.
На Кубке Европы 2009 года в Щецине показала девятый результат в личном зачёте семиборья и стала серебряной призёркой женского командного зачёта. На чемпионате России в Сочи превзошла всех соперниц и завоевала золотую награду.
В 2010 году на Кубке Европы в Таллине досрочно завершила выступление, при этом россиянки стали бронзовыми призёрками командного зачёта семиборья.
Завершила спортивную карьеру по окончании сезона 2011 года.
За выдающиеся спортивные достижения удостоена почётного звания «Мастер спорта России международного класса».